# Carpazi Bianchi

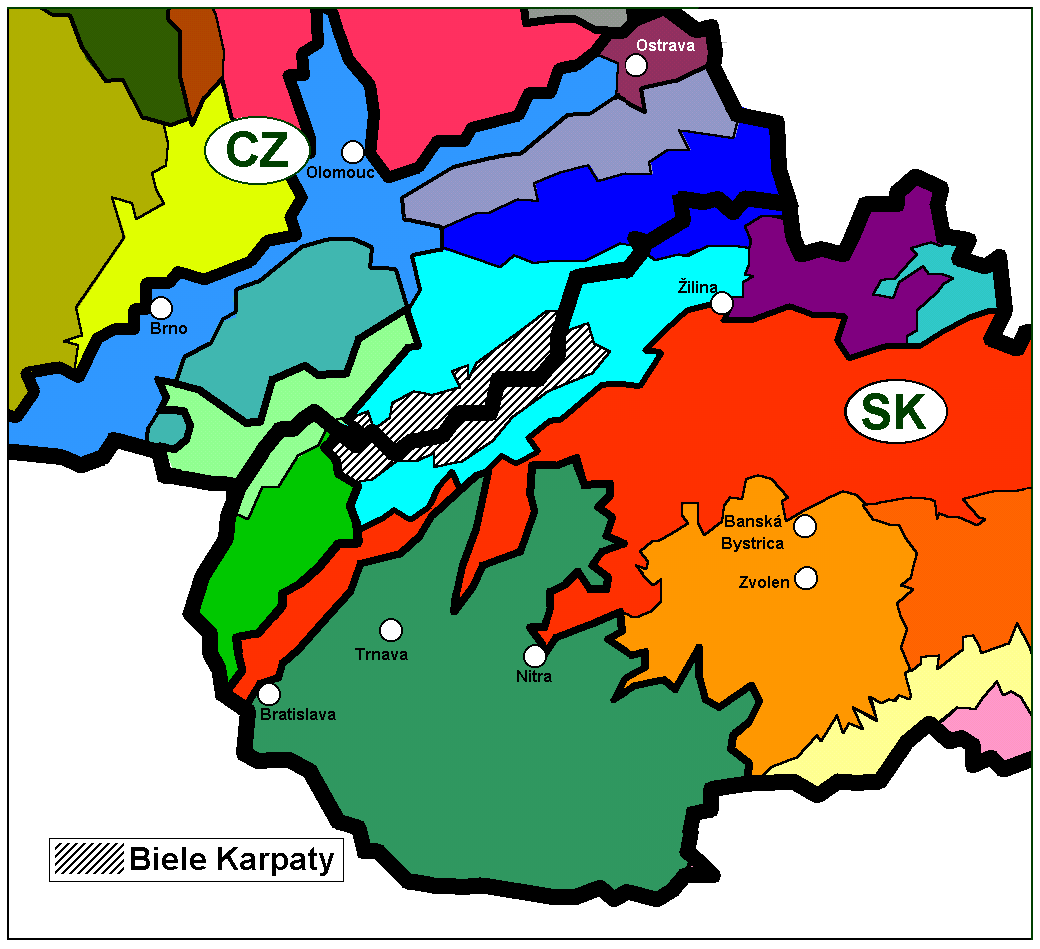
Collocazione dei Carpazi Bianchi

I Carpazi Bianchi (in ceco: Bílé Karpaty; in slovacco: Biele Karpaty) sono una catena montuosa situata al confine tra la Repubblica Ceca e la Slovacchia. Il picco più alto è situato a 970 m., Velká Javořina (Veľká Javorina), mentre il secondo è il Velký Lopeník (911 m).

## Classificazione
I Carpazi Bianchi hanno la seguente classificazione:
- catena montuosa = Carpazi
- provincia geologica = Carpazi Occidentali
- sottoprovincia = Carpazi Occidentali Esterni
- area = Carpazi Slovacco-moravi
- gruppo = Carpazi Bianchi.

## Caratteristiche
Dal 1979 la zona è un'area naturale protetta, per la sua varietà di fauna e flora: alcune specie si trovano infatti esclusivamente in questa regione, specialmente alcuni tipi di orchidea crescono solo nei prati dei Carpazi Bianchi. Dal 1996 è riserva della biosfera e nel 2000 è stata insignita del Diploma europeo delle aree protette.